# 新K-1伝説
新K-1伝説（しんケイワンでんせつ）は、テレビ東京、テレビ愛知、テレビ大阪で放送されている格闘技情報番組である。2015年10月8日放送開始。2020年3月20日をもって終了。（テレビ愛知、テレビ大阪は2017年10月7日放送開始、TVQ九州放送は2019年4月7日放送開始）

## 概要
- 2014年に発足された新生K-1（K-1 WORLD GP IN JAPAN）としては初となる地上波放送として開始された。
- K-1各大会の生中継を行うGAORAでも放送。
- 2019年4月からは「K-1 OUTSTANDING」とリニューアルすると同時に、ネット局も既存の3局のほかに、TVQ九州放送も追加されたが、2020年3月20日をもって終了。

## 放送時間
いずれもJST
- テレビ東京：毎週土曜2:00 - 2:30（金曜深夜26:00 - 26:30）[2]
- テレビ愛知：毎週日曜2:20 - 2:50（土曜深夜26:20 - 26:50）
- テレビ大阪：毎週日曜2:30 - 3:00（土曜深夜26:30 - 27:00）
- GAORA：毎週土曜19:30 - 20:00　他
- AbemaTV：格闘チャンネルにて過去放送分を不定期連続放送
- TVQ九州放送：毎週日曜2:30 - 3:00（土曜深夜26:30 - 27:00）

## オープニングテーマ曲
- MAN WITH A MISSION×Zebrahead　『Out of Control』（2017年3月30日 まで）

## 出演
- 関根勤（不定期）

## スタッフ
- ナレーター：白瀬ちゅうゐ（2017年4月7日 - ）、三村ロンド
- 編集：澁澤壯典、萩原裕司、高桑浩輝
- MA：田口修嗣
- ディレクター：櫻井重徳、西島大介、新井康司、亀川高大
- AP：清水川智洋
- 演出：太田空
- プロデューサー：関 巧
- 協力：K-1実行委員会
- 製作：ブロンコス

### 過去のスタッフ
- ナレーター：岩見聖次（2015年10月8日 - 2017年3月30日）